# Fédération algérienne de rugby
Pour les articles homonymes, voir FAR.
La Fédération algérienne de rugby (FAR) est une association qui a la charge d'organiser et de développer le rugby à XV et le rugby à sept en Algérie.
Fondée le 17 novembre 2015, elle est membre de Rugby Afrique et de World Rugby.

## Histoire

### Origines
Depuis l'indépendance de l'Algérie en 1962, plus aucun match de rugby n'est joué sur le sol algérien et depuis les années 1970, le rugby en Algérie n'existait plus.
En 2007, la Fédération tunisienne invite des joueurs algériens à proposer une sélection et affronter l'équipe de Tunisie. Les joueurs algériens, issus pour la grande majorité de clubs français, gagnent 8 à 7, mais surtout le match fait office de point de départ de la renaissance du rugby en Algérie. En effet, deux des joueurs ayant participé au match fondent le premier club, le Stade oranais. Neuf matches amicaux sont organisés, dont plusieurs victoires, comme contre l'équipe espoir du Stade français ainsi que la Côte d'Ivoire, la Libye, la Mauritanie et l'Égypte (tous des pays reconnus par l'IRB).
Mais les autorités algériennes refusent la création d'une fédération. Depuis ce match contre la Tunisie, Azzouz Aïb, Sofiane Benhassen et Djemaï Tebani, joueurs et entraîneurs, travaillent dur pour changer cela. L'IRB aide à former des éducateurs et elle de même que la Confédération africaine de rugby reconnaissent l'équipe d'Algérie.

### Création de la fédération
Le 3 janvier 2015, le journal L'Équipe annonce la création de l'Association nationale du rugby algérien, destinée à devenir la Fédération algérienne de rugby : cela fait suite à environ huit ans d'échanges entre le Ministère des Sports et le Comité olympique algérien. Les ambitions sont élevées puisque l'objectif est de participer à la Coupe du monde de rugby à XV 2019.
Le 17 novembre 2015, la fédération est créée à Alger lors d'une assemblée générale constitutive présidée par Mustapha Larfaoui, président d'honneur du Comité olympique et sportif algérien et en présence de 18 clubs représentants 16 wilayas. Sofiane Benhassen est élu à cette occasion premier président de la fédération,. L'adhésion à la fédération continentale Rugby Afrique est planifiée en décembre 2016.
Le premier match joué officiellement sous l'égide de la fédération algérienne a lieu le 18 décembre 2015 à Oran, contre la Tunisie. Salim et Djemaï Tebani sont les sélectionneurs de cette première rencontre officielle. A cette occasion, le premier essai de l’histoire de l'équipe nationale d'Algérie est inscrit par Mohamed Belguidoum, jeune issu de la formation française (ayant porté le maillot national en catégorie junior des moins de 17, 18 et 19 ans) ayant évolué dans sa carrière en Pro D2 avec le SC Albi,.
En décembre 2016, la fédération algérienne de rugby en collaboration avec Rugby Afrique organisera la première édition d'un Tri-nations maghrébin regroupant l'Algérie, la Tunise et le Maroc. World Rugby l'a validé, et l'événement aura lieu à Oran, en Algérie,.

### Reconnaissance auprès des instances
La Fédération algérienne annonce le 3 décembre 2016 son intégration officielle au sein de Rugby Afrique, fédération régionale du continent africain.
D'autre part, si la Fédération algérienne n'est toujours pas officiellement membre de World Rugby en avril 2018, elle joui déjà d'une certaine reconnaissance de la part de cet organisme, notamment pour ce qui est de son droit à appeler des joueurs de tous niveaux pour ses matchs internationaux,.
Le 23 mai 2019, la fédération algérienne de rugby intègre World Rugby en tant que membre associé ; l'Algérie devient ainsi la 124e nation reconnue par World Rugby. Deux ans plus tard, le 12 mai 2021, elle acquiert le statut de membre à part entière.

## Identité visuelle

Évolution du logo
Logo de novembre 2015 à 2017.
Logo depuis 2017.